# Kiến trúc nội thất
Kiến trúc nội thất là một lĩnh vực bao hàm thiết kế và kiến tạo không gian bên trong một tòa nhà hoặc nơi trú ẩn. Nó không chỉ đơn giản là bài trí nội thất, mà còn là nghệ thuật sắp xếp, bố trí các yếu tố kiến trúc, vật liệu, ánh sáng, và đồ nội thất để tạo ra một không gian sống hài hòa, tiện nghi, và mang đậm dấu ấn cá nhân.

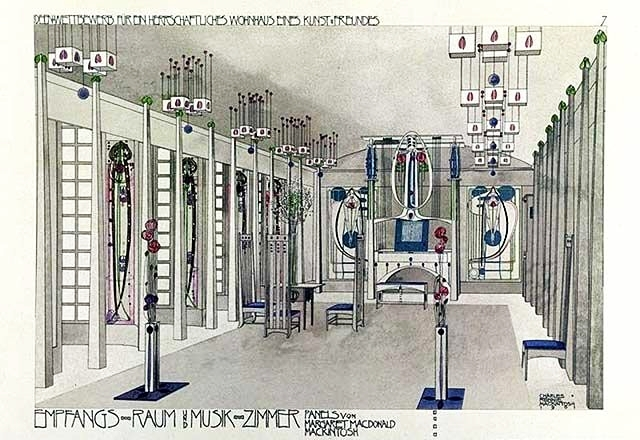
Phòng Âm nhạc của Charles Rennie Mackintosh là một tác phẩm kiến trúc và thiết kế nội thất mang tính biểu tượng được tạo ra cho Phòng trưng bày Quốc tế ở Glasgow vào năm 1901

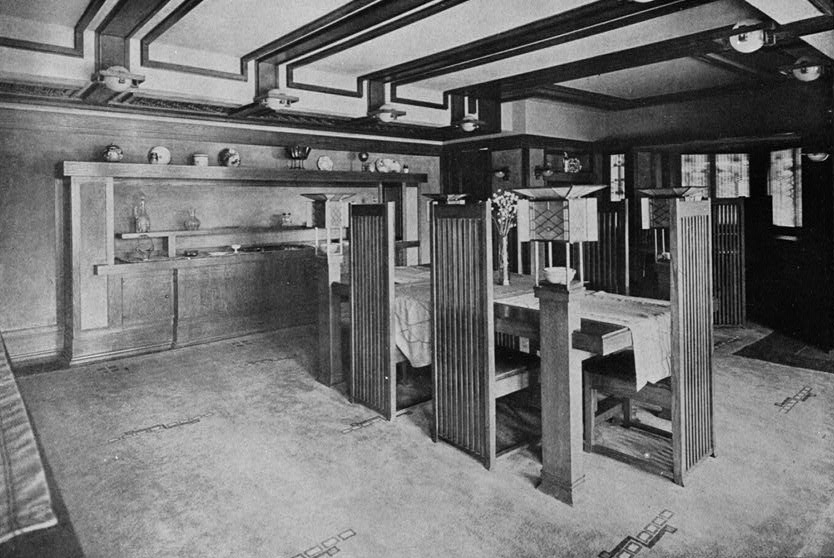
Nội thất Robie House được kiến trúc sư George Mann Niedecken thực hiện vào năm 1911, dựa trên thiết kế tổng thể của kiến trúc sư Frank Lloyd Wright cho ngôi nhà.

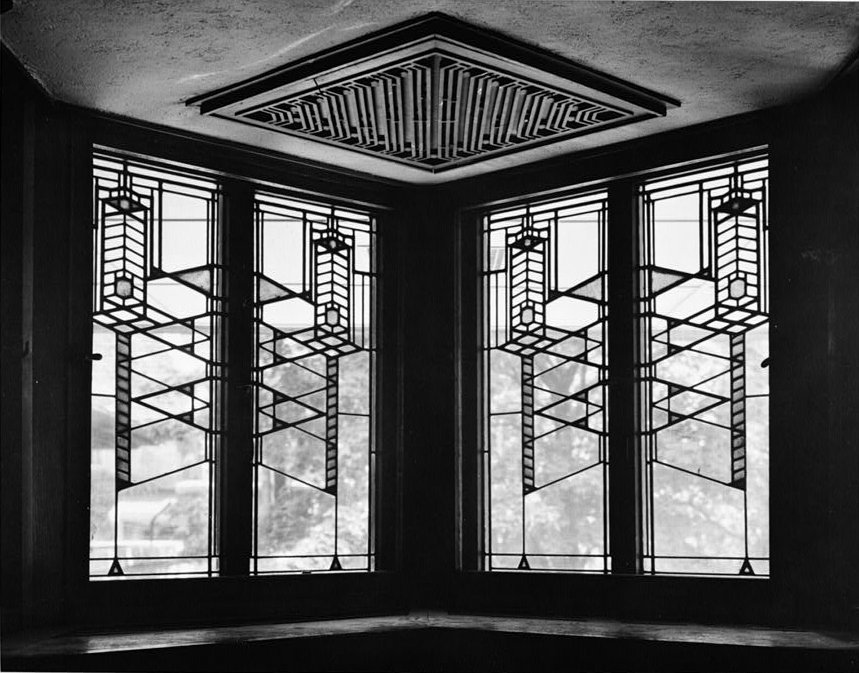
Cửa sổ do Frank Lloyd Wright thiết kế cho Nhà Robie.

Kiến trúc nội thất thường được ví như "nghệ thuật không gian" của thiết kế môi trường, là một lĩnh vực chuyên môn, bao hàm cả khía cạnh nghệ thuật và kỹ thuật trong việc kiến tạo nên những không gian sống lý tưởng. Nó không chỉ đơn thuần là bài trí nội thất, mà còn là một quá trình sáng tạo đầy nghệ thuật, nhằm tối ưu hóa công năng sử dụng và mang đến vẻ đẹp thẩm mỹ cho không gian bên trong một công trình.
Kiến trúc nội thất bao gồm:
- nghệ thuật và khoa học về việc thiết kế và xây dựng các công trình, bao gồm cả tòa nhà và nội thất, cùng với các yếu tố vật lý liên quan khác. Ngành này được thực hành bởi các kiến trúc sư, những người được cấp phép chuyên môn để đảm bảo chất lượng và an toàn cho các công trình.[6]
- nghề kiến trúc sư nội thất là một lĩnh vực chuyên môn trong ngành kiến trúc, tập trung vào việc thiết kế và xây dựng không gian nội thất của các tòa nhà. Mục đích chính của nghề này là tạo ra những không gian sống và làm việc tiện nghi, thẩm mỹ và phù hợp với nhu cầu sử dụng của con người.[7]
- là một thuật ngữ chung để mô tả các yếu tố bên trong một tòa nhà, bao gồm các vật dụng, thiết bị và cấu trúc cố định.
- là một thuật ngữ chung để mô tả phương pháp, phong cách hoặc xu hướng thiết kế và xây dựng nội thất của tòa nhà và các đặc điểm vật lý liên quan.

Tại Mỹ, để trở thành một kiến trúc sư làm kiến trúc nội thất thì phải hoàn thành một số tiêu chí đặt ra để trở thành một kiến trúc sư có chứng chỉ hành nghề. Ở Việt Nam kiến trúc nội thất đã phát triển được một thời gian khá dài, điều kiện sống phát triển kèm theo nhu cầu làm đẹp cho Nội thất, ngoại thất nhà cửa tăng mạnh.

## Giáo dục

### Mục đích
Giáo dục về kiến trúc nội thất nên bao gồm việc nghiên cứu các phong cách kiến trúc và trang trí lịch sử, quy chuẩn và an toàn xây dựng, bảo tồn và khôi phục các công trình cũ, vẽ bản thiết kế gốc, và xây dựng các mô hình vật lý lẫn mô hình ảo (thực hiện trên máy tính). Ngành kiến trúc nội thất có nhiều điểm tương đồng với thiết kế và trang trí nội thất; tuy nhiên, trọng tâm của ngành này thường hướng đến các yếu tố kiến trúc và xây dựng. Kiến trúc nội thất và thiết kế nội thất đều đóng vai trò quan trọng trong việc tạo ra những không gian sống đẹp mắt, tiện nghi và an toàn. Lựa chọn ngành học nào phù hợp sẽ phụ thuộc vào sở thích, năng lực và định hướng nghề nghiệp của mỗi người.

### Chương trình đào tạo
Kiến trúc nội thất không chỉ đơn thuần là trang trí, mà là sự kết hợp hài hòa giữa kiến trúc, thiết kế môi trường xây dựng và bảo tồn. Lĩnh vực này tập trung giải quyết các vấn đề thiết kế nội tại trong việc tái sử dụng và chuyển đổi các cấu trúc hiện có, mang đến một diện mạo mới mẻ và đầy sáng tạo cho không gian.
Theo Trung tâm Thống kê Giáo dục Quốc gia, chương trình cấp bằng về Kiến trúc nội thất được định nghĩa như sau: "Chương trình đào tạo nhằm trang bị cho học viên kiến thức và kỹ năng cần thiết để áp dụng các nguyên tắc kiến trúc vào thiết kế nội thất cho các mục đích sinh hoạt, giải trí và kinh doanh. Sau khi tốt nghiệp, học viên có thể hoạt động như một kiến trúc sư nội thất chuyên nghiệp."
Ngoài việc lấy bằng về kiến trúc nội thất, để hành nghề tại Hoa Kỳ, bạn cần có giấy phép chung. Một số bang còn có các yêu cầu cấp phép cụ thể hơn. Ở nhiều quốc gia châu Âu và Úc, việc sử dụng danh hiệu "Kiến trúc sư Nội thất" được quy định chặt chẽ bởi pháp luật. Điều này có nghĩa là một chuyên gia thực hành không thể sử dụng danh hiệu "Kiến trúc sư Nội thất" trừ khi họ hoàn thành các yêu cầu để trở thành một kiến trúc sư được đăng ký hoặc được cấp phép, đồng thời phải hoàn thành một chương trình cấp bằng chuyên ngành.

### Các chương trình
Một số chương trình cấp bằng về kiến trúc nội thất như:
- Trường Thiết kế Rhode Island (RISD),[17]  Nổi tiếng với chương trình đào tạo Kiến trúc Nội thất và Tái sử dụng Thích ứng, RISD cấp bằng Cử nhân Mỹ thuật (BFA), Thạc sĩ Thiết kế (MDes), và Thạc sĩ Nghệ thuật (MA) cho chuyên ngành này.
- Đại học Woodbury,[18]  cung cấp chương trình Cử nhân Mỹ thuật (BFA) và Thạc sĩ Kiến trúc Nội thất (MIA).
- Đại học George Washington, trường Kiến trúc nội thất và thiết kế thuộc Đại học George Washington mang đến chương trình Cử nhân Mỹ thuật (BFA) và Thạc sĩ Mỹ thuật (MFA) về Kiến trúc Nội thất.[19]
- Trường Cao đẳng Kiến trúc Boston, trường Kiến trúc Nội thất cung cấp chương trình Cử nhân Kiến trúc Nội thất / Thạc sĩ Kiến trúc Nội thất, chú trọng vào thiết kế không gian chức năng và thẩm mỹ.[20]
- Đại học Đức-Jordan, trường Kiến trúc và Kiến trúc nội thất thuộc Khoa Kiến trúc và Môi trường Xây dựng đào tạo chương trình Cử nhân Khoa học Kiến trúc / Kiến trúc Nội thất[21].
- Đại học Houston, Trường Kiến trúc Gerald D. Hines, Chương trình Kiến trúc Nội thất [22]
- Học viện Công nghệ Sligo, Trường Kỹ thuật, Khoa Kỹ thuật Xây dựng Dân dụng [23]
- Trường Đại học Nevada, Las Vegas, Khoa Kiến trúc, Chương trình Kiến trúc Nội thất và Thiết kế[24]
- Trường thuộc Viện Nghệ thuật Chicago, Khoa Kiến trúc, Kiến trúc Nội thất và Đồ vật Thiết kế.[25]
- Trường Cao đẳng Nghệ thuật Cornish, Khoa Kiến trúc Nội thất, Chương trình Cử nhân Mỹ thuật (BFA).[26]
- Đại học Auburn, Trường Kiến trúc, Quy hoạch và Kiến trúc Cảnh quan. Chương trình Kiến trúc Nội thất..[27]
- Đại học New South Wales, Khoa Môi trường Xây dựng, Chương trình Kiến trúc Nội thất[28]
- Đại học Oregon, Khoa Kiến trúc Nội thất [29]
- Đại học Sint-Lucas Ghent và Brussels, Khoa Kiến trúc Nội thất [30]
- Đại học Drexel,[31]
- Đại học Indonesia,[32]
- Đại học UCSI[33]
- Đại học Monash, Chuyên ngành Kiến trúc Nội thất, Khoa Kiến trúc
- Đại học Bergen, Chuyên ngành Kiến trúc Nội thất và Thiết kế Nội thất, Khoa Thiết kế
- Đại học Memphis, Khoa Kiến trúc, Chương trình Kiến trúc Nội thất[34]
- Đại học Idaho, Chuyên ngành Kiến trúc Nội thất, Trường Nghệ thuật và Kiến trúc
- Đại học Marywood, Chương trình Kiến trúc Nội thất, cấp bằng BIA và MIA, Trường Kiến trúc[35]
- Đại học Nghệ thuật, Thủ công và Thiết kế Konstfack. Chương trình Cử nhân (BA) Kiến trúc Nội thất và Thiết kế Nội thất, Thạc sĩ (MA) Kiến trúc Nội thất / Thiết kế Không gian, Khoa Thiết kế.

### Phân biệt kiến trúc sư nội thất và nhà thiết kế nội thất
Kiến trúc sư nội thất là chuyên gia về thiết kế và quy hoạch không gian bên trong và bên ngoài tòa nhà, bao gồm cả nội thất, ngoại thất và cảnh quan. Họ sử dụng kiến thức chuyên môn về thẩm mỹ, công năng và an toàn để tạo ra những không gian vừa đẹp mắt vừa tiện dụng cho người sử dụng. Từ khâu khảo sát hiện trạng, phân tích nhu cầu của khách hàng, kiến trúc sư nội thất sẽ đưa ra phương án thiết kế chi tiết cho cả nội thất, ngoại thất và cảnh quan.
Nhà thiết kế nội thất tập trung vào việc lựa chọn các món đồ nội thất phù hợp và trang trí cho không gian bên trong. Điểm khác biệt giữa họ và kiến trúc sư nội thất là nhà thiết kế nội thất không chỉ chú trọng vào tính thẩm mỹ mà còn quan tâm đến công năng sử dụng của các món đồ nội thất.
Cả hai ngành nghề đều có những điểm chung nhất định, ví dụ như cùng thực hiện việc lựa chọn vật liệu hoàn thiện nội thất, vẽ chi tiết bố cục nội thất và lên kế hoạch bố trí đồ nội thất.

## Thu nhập
Tại Hoa Kỳ, theo thống kê tháng 5 năm 2008, mức lương trung bình hàng năm của các kiến trúc sư được trả lương tại Hoa Kỳ là 70.320 USD. 50% kiến trúc sư có mức lương trung bình dao động từ 53.480 USD đến 91.870 USD.. 10% kiến trúc sư có thu nhập thấp nhất kiếm được dưới 41.320 USD, trong khi 10% có thu nhập cao nhất nhận được hơn 119.220 USD. Đối với những kiến trúc sư mới vào nghề, mức lương khởi điểm có thể thấp hơn đáng kể so với mức trung bình.
Mức thu nhập của các kiến trúc sư, đặc biệt là những đối tác trong các công ty kiến trúc uy tín, luôn là chủ đề được quan tâm. Tuy nhiên, con số này không phải lúc nào cũng cố định và có thể chịu ảnh hưởng bởi nhiều yếu tố khác nhau.
Rất nhiều công ty sẵn sàng hỗ trợ tài chính cho nhân viên tham gia các khóa học, chương trình đào tạo để đáp ứng yêu cầu công việc.